# Icó
Icó là một đô thị thuộc bang Ceará, Brasil. Đô thị này có diện tích 1871,98 km², dân số năm 2007 là 62885 người, mật độ 33,59 người/km².